# Œil
Pour les articles homonymes, voir Œil (homonymie).

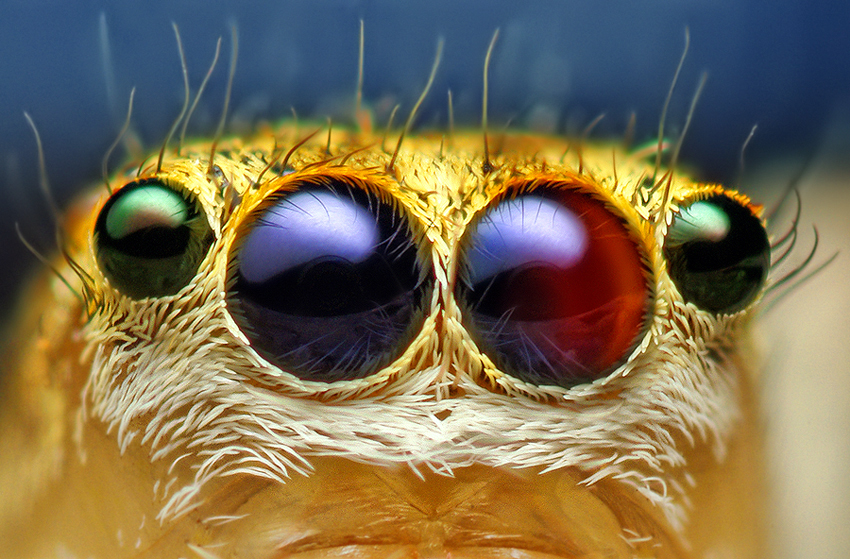
Yeux multiples d'une araignée (Maevia inclemens).

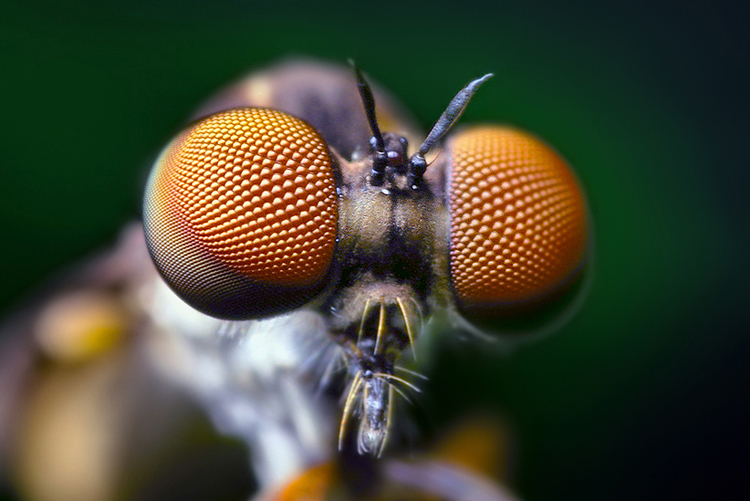
Yeux composés d'une mouche (Holcocephala fusca).

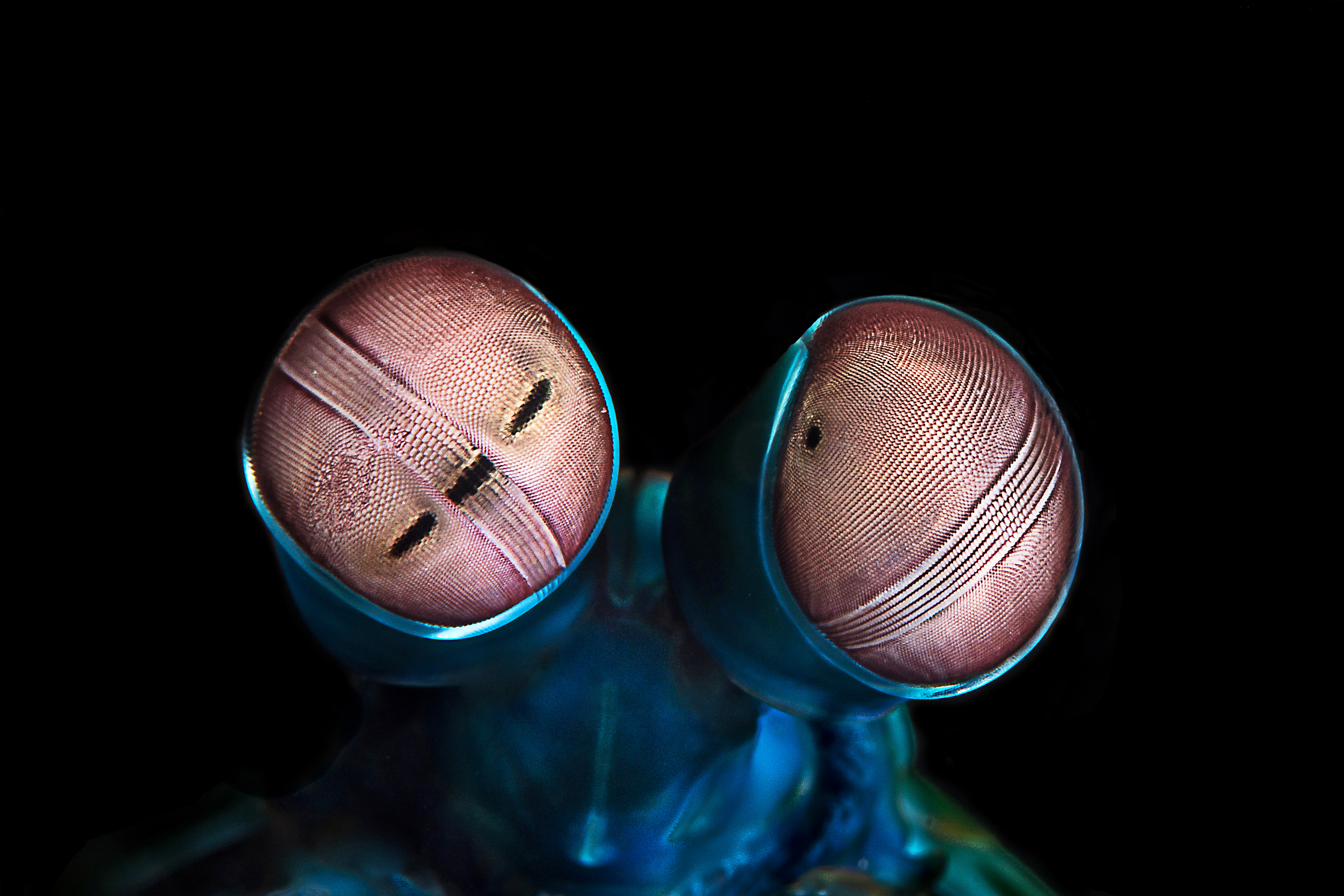
Les crevettes-mantes (ici Odontodactylus scyllarus) sont réputés avoir les yeux les plus complexes du règne animal.

L'œil (pl. yeux) est l'organe de la vision, sens qui permet à un être vivant de capter la lumière pour ensuite l'analyser et interagir avec son environnement.
Chez les animaux, il existe au moins quarante types d'organes visuels[réf. nécessaire] que l'on appelle « yeux ». Cette diversité pose la question de l'origine de la perception visuelle. Les yeux les plus simples sont tout juste capables de déceler la différence entre lumière et obscurité tandis que les yeux les plus complexes, comme l'œil humain, permettent de distinguer les formes et les couleurs.
Chez les Vertébrés, l'organe sphérique creux responsable de la vision est appelé bulbe oculaire (ou globe oculaire). Il est logé dans une cavité osseuse, la cavité orbitaire, ou orbite.

## Formation d'une image: mécanisme

Schéma d'un œil humain.

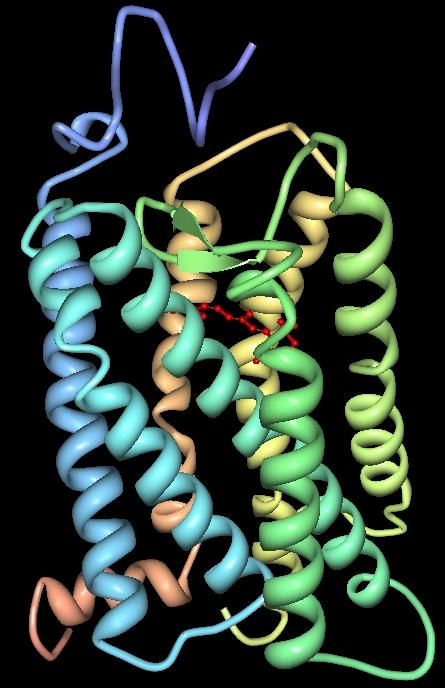
La rhodopsine bovine, constituée d'une opsine et d'un chromophore.

Tout mécanisme formant une image doit être capable de percevoir les différences d'intensité entre les différentes directions d'incidence de la lumière. L'œil doit donc être capable de détecter la lumière, détecter sa direction, et établir une relation hiérarchique entre les signaux provenant des différentes directions.

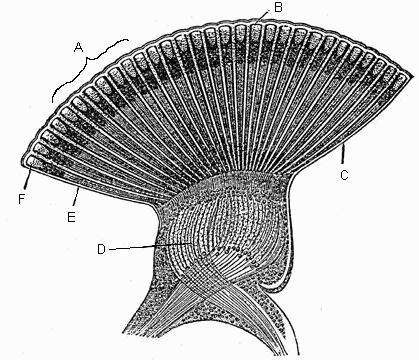
Coupe transversale d'un œil composé de libellule.

La perception de la lumière dans l'œil se fait grâce à des pigments, composés de deux parties liées covalemment : une partie protéique, l'opsine et une partie lipidique dérivée de la vitamine A (11-cis rétinal), le chromophore. Le pigment est disposé dans la membrane des cellules photoréceptrices, et est constituée de sept hélices transmembranaires disposées en cercle dans la membrane autour du chromophore. C'est l'absorption d'un photon par le chromophore, permettant le passage de la configuration 11-cis du chromophore à une configuration all-trans, qui permet la sensibilité à la lumière. Une fois le pigment excité, l'opsine permet l'activation d'une protéine G via une de ses boucles cytoplasmiques, ce qui déclenche ensuite la réponse cellulaire.
La perception de la direction nécessite de concentrer les rayons lumineux provenant d'une même direction de l'espace sur un faible nombre de photorécepteurs de la rétine, lesquels doivent être regroupés spatialement. Il existe de nombreuses manières de regrouper les rayons lumineux d'une même direction dans le monde animal, apparues indépendamment au cours de l'évolution. On peut cependant diviser les différentes méthodes en trois grandes stratégies: les rayons lumineux ne provenant pas de la bonne direction sont éliminés par ombrage d'une autre structure de l'œil sur la rétine, les rayons d'une même direction sont incurvés et orientés vers un même point de la rétine par réfraction, ou les rayons sont dirigés sur les photorécepteurs par réflexion sur un miroir concave disposé derrière la rétine. Ainsi, chaque photorécepteur ou groupe de photorécepteurs détecte la lumière provenant d'une seule direction.
Enfin, la comparaison des intensités lumineuses issues d'une même direction de l'espace nécessite une intégration des signaux électriques fournis par les neurones photorécepteurs. Cette intégration se fait en aval de la rétine. Le signal perçu par le cerveau n'est jamais absolu, et seule la différence d'intensité perçue entre les photorécepteurs est retenue, et non pas le niveau total d'intensité. Ceci permet à l'œil de s'adapter à la luminosité ambiante. En effet, en condition de forte luminosité, une même différence d'intensité entre deux récepteurs paraîtra plus faible, ce qui diminue la qualité de l'image.

## Caractéristiques optiques de l'œil
Les yeux peuvent être plus ou moins performants et ont tous des caractéristiques propres. Les différents yeux du monde animal ont des caractéristiques optiques très différentes, souvent liées au mode de vie de l'animal. L'œil humain peut différencier près de huit millions de nuances dans les couleurs.

### Sensibilité
La sensibilité de l'œil est la quantité minimale de lumière qu'il est capable de percevoir. La sensibilité dépend essentiellement de la taille de l'œil, mais aussi de sa géométrie et notamment de la présence d'autres structures ombrageantes diminuant la quantité de lumière incidente. De plus, la sensibilité de l'œil est souvent modulable par l'animal, par exemple par la présence d'un diaphragme chez les mammifères modifiant la quantité de lumière admise.

### Résolution
La résolution est la plus petite différence d'angle perceptible entre deux rayons incidents. Elle correspond donc à la précision de l'image que l'œil est capable de former, et à la quantité de détail que l'œil sera capable de percevoir. Elle dépend du type de système optique permettant de former l'image et de sa performance. Elle est notamment limitée par le phénomène de diffraction de la lumière dans le cas des images formées par réfraction. Elle dépend aussi du nombre de photorécepteurs : la résolution est égale à l'angle qui sépare le centre de deux récepteurs adjacents. Cependant, on observe que c'est rarement la densité de photorécepteurs qui est limitante, mais plus souvent le système optique utilisé. Ceci montre une adaptation très fine du nombre de photorécepteurs au système optique, permettant de limiter au maximum la perte de résolution. Enfin, la résolution n'est souvent pas la même sur l'ensemble de la rétine, et les parties périphériques bénéficient souvent d'une résolution plus faible que le centre de la rétine.

## Contraintes physiques
L’œil est une des parties du corps les plus sensibles. Il est impossible chez l'homme de faire entrer en contact la pupille et un objet ou une particule externe, sous peine de fortes irritations (poussière, objet solide, liquide nocif...). Malgré le fait qu'il soit très sensible et que cela reste un organe externe, il est difficile de percer l'œil car les multiples membranes derrière la pupille protègent le cristallin, qui est lui, beaucoup plus sensible à tout contact étranger[réf. souhaitée].

## Diversité des yeux dans le monde animal

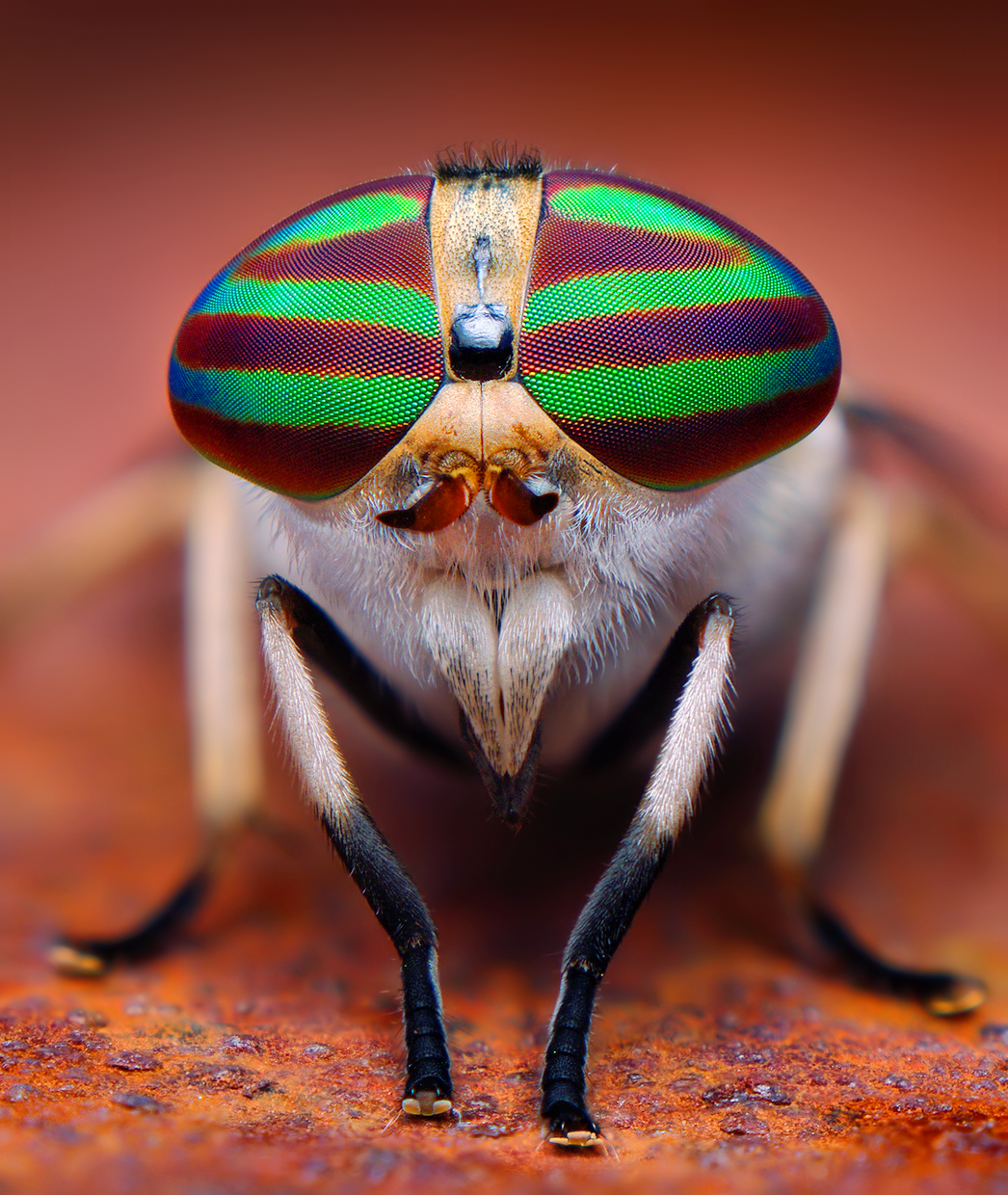
Les yeux composés d'une mouche
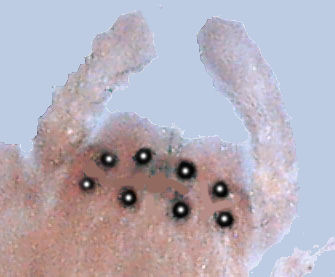
Les yeux d'une araignée du genre Cheiracanthium
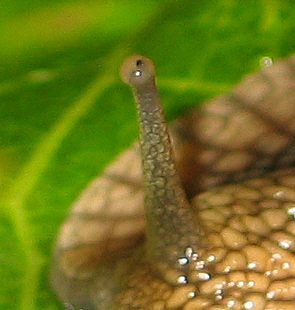
Œil d'escargot (Helix pomatia)
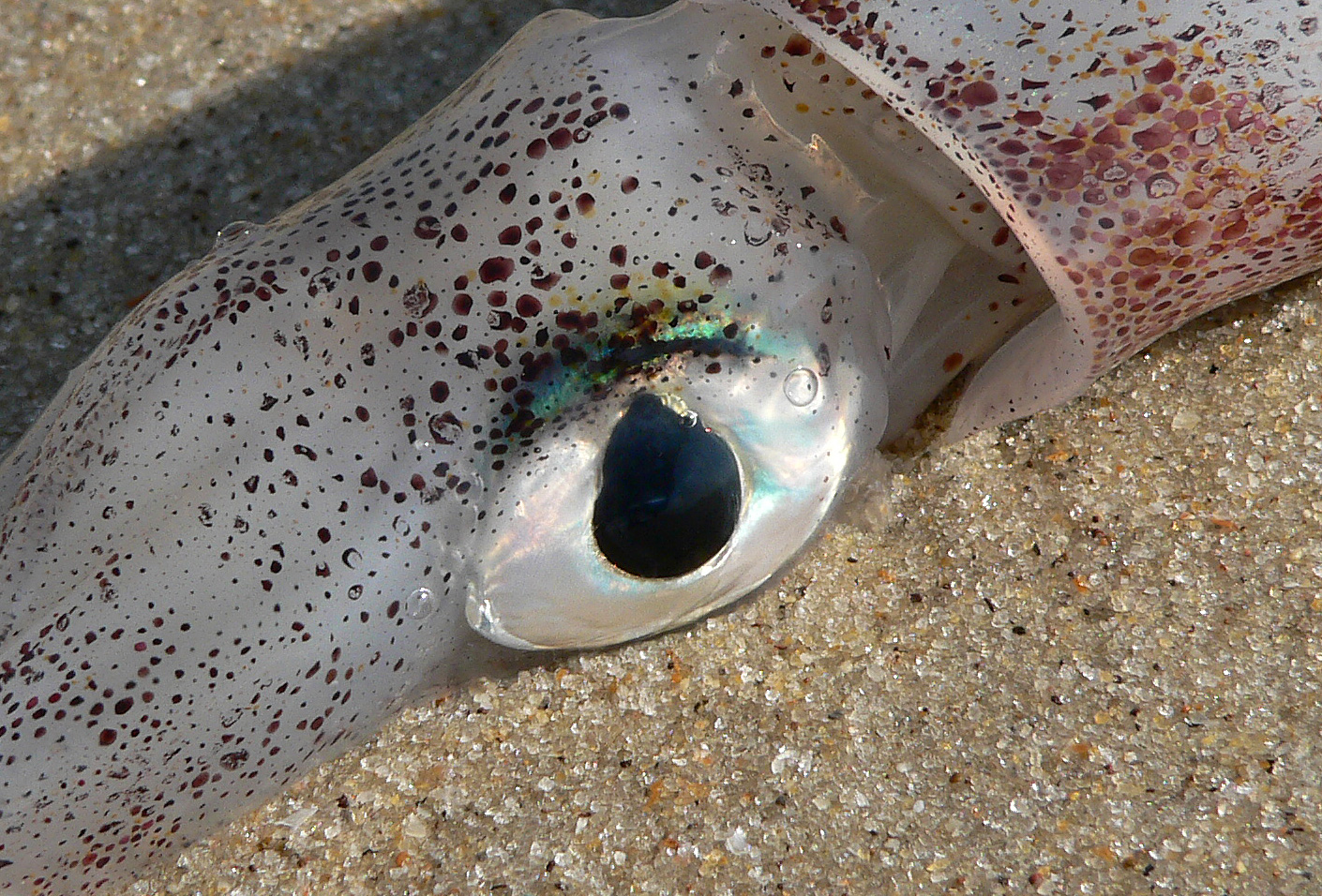
Œil de calmar
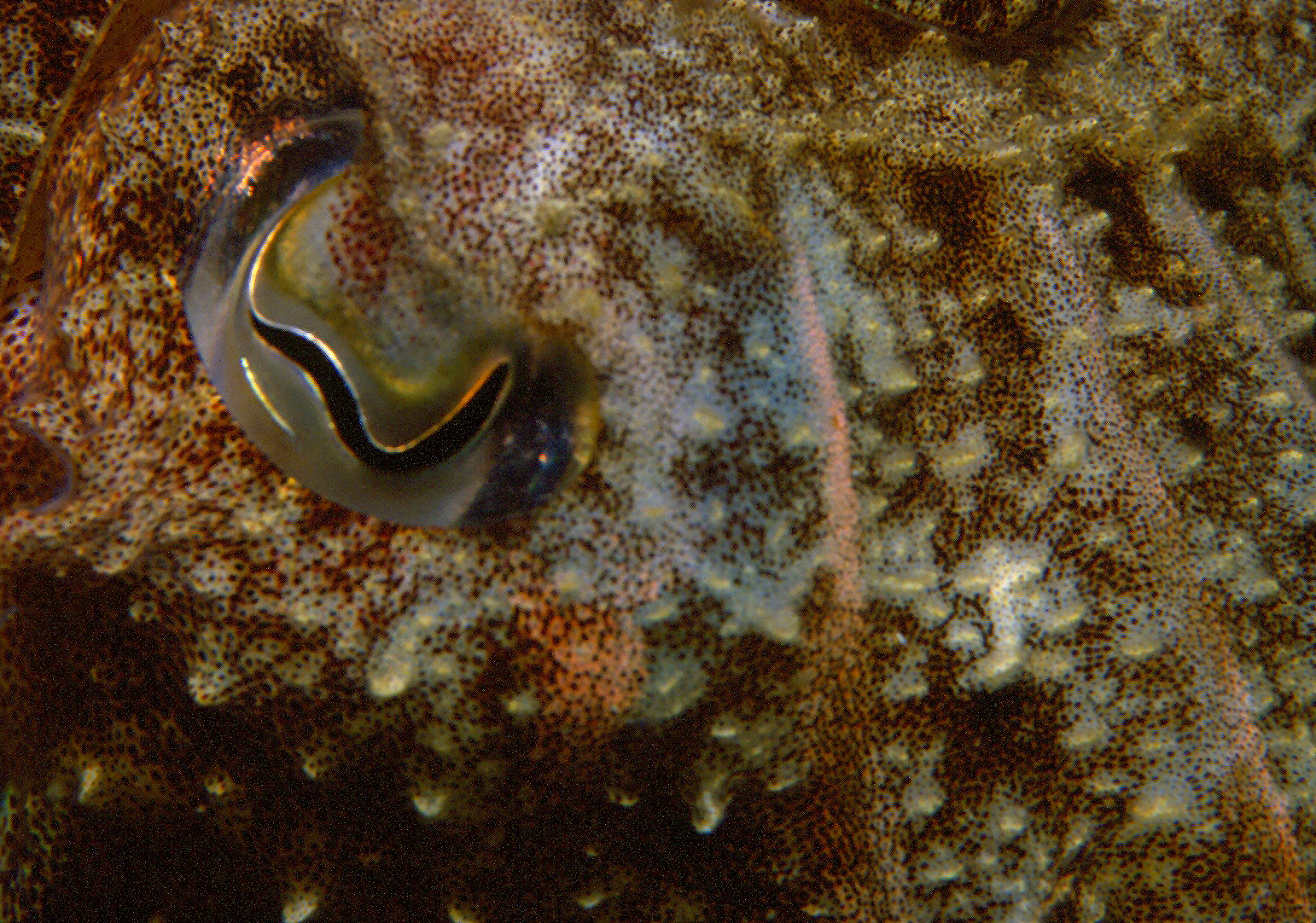
Œil de seiche (Sepia officinalis)
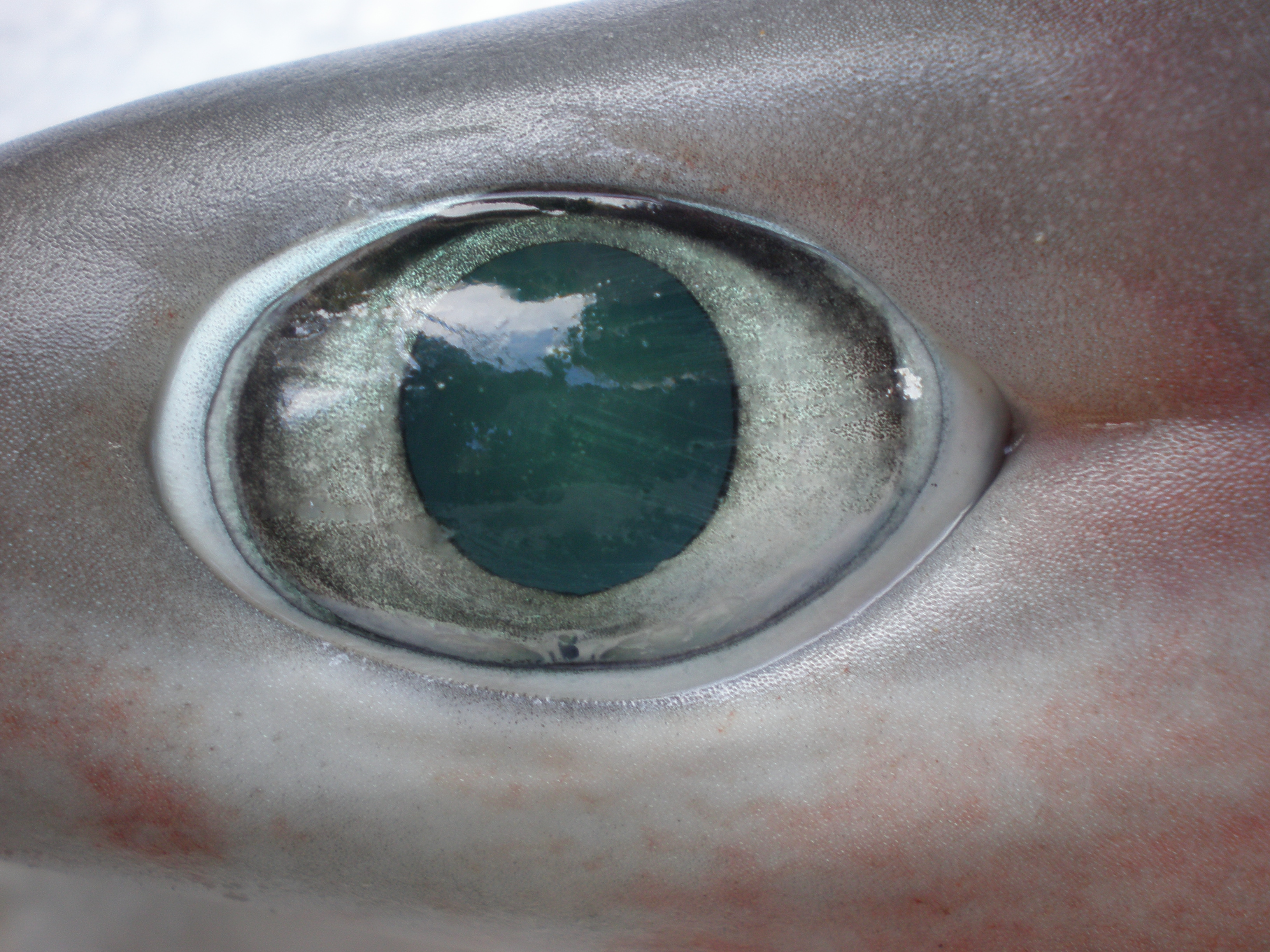
Œil d'un requin (Hexanchus nakamurai)
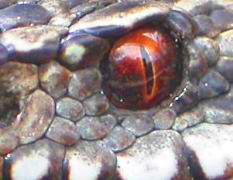
Œil d'une vipère (Vipera berus)
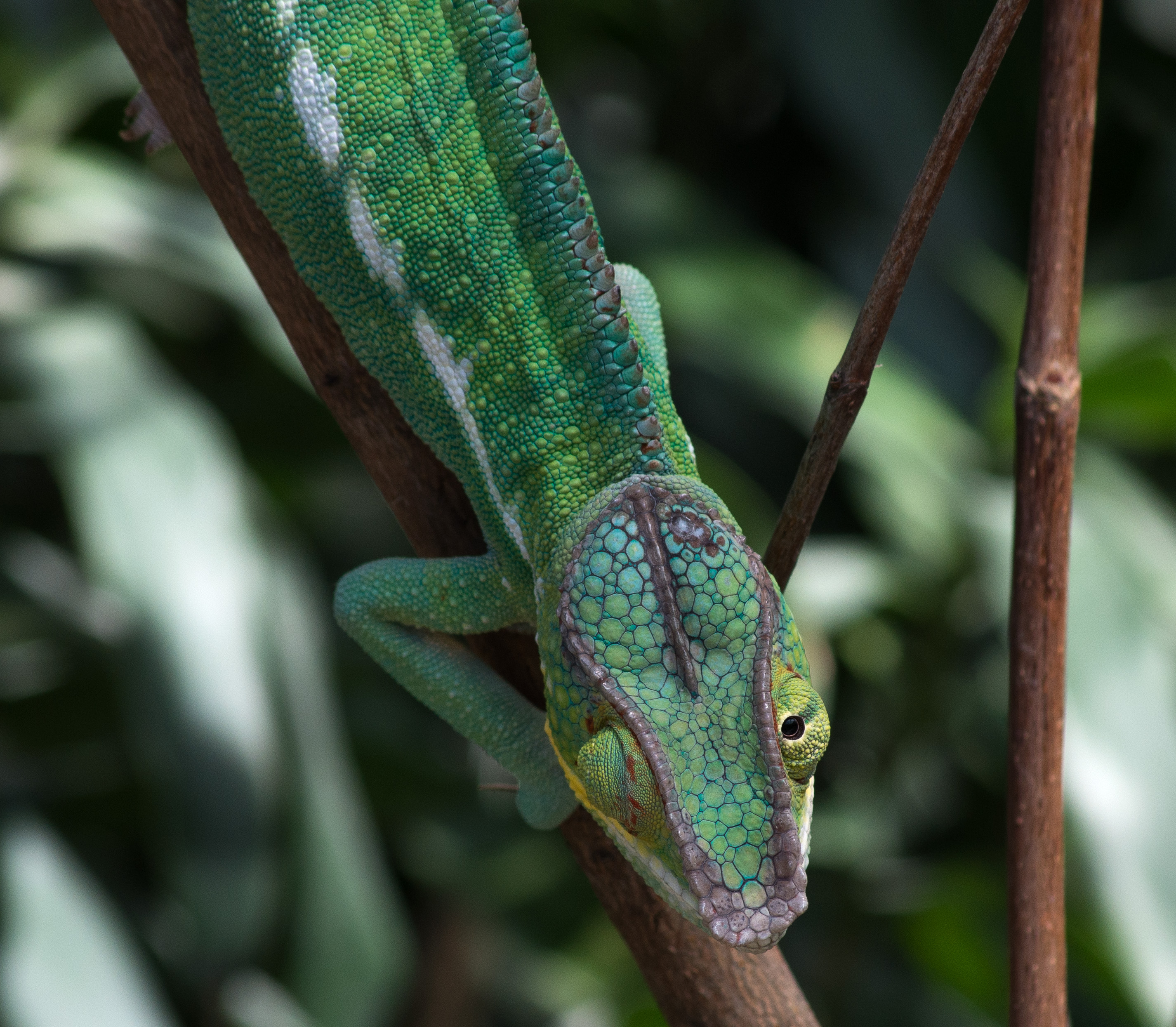
Yeux indépendants d'un caméléon (Furcifer pardalis)
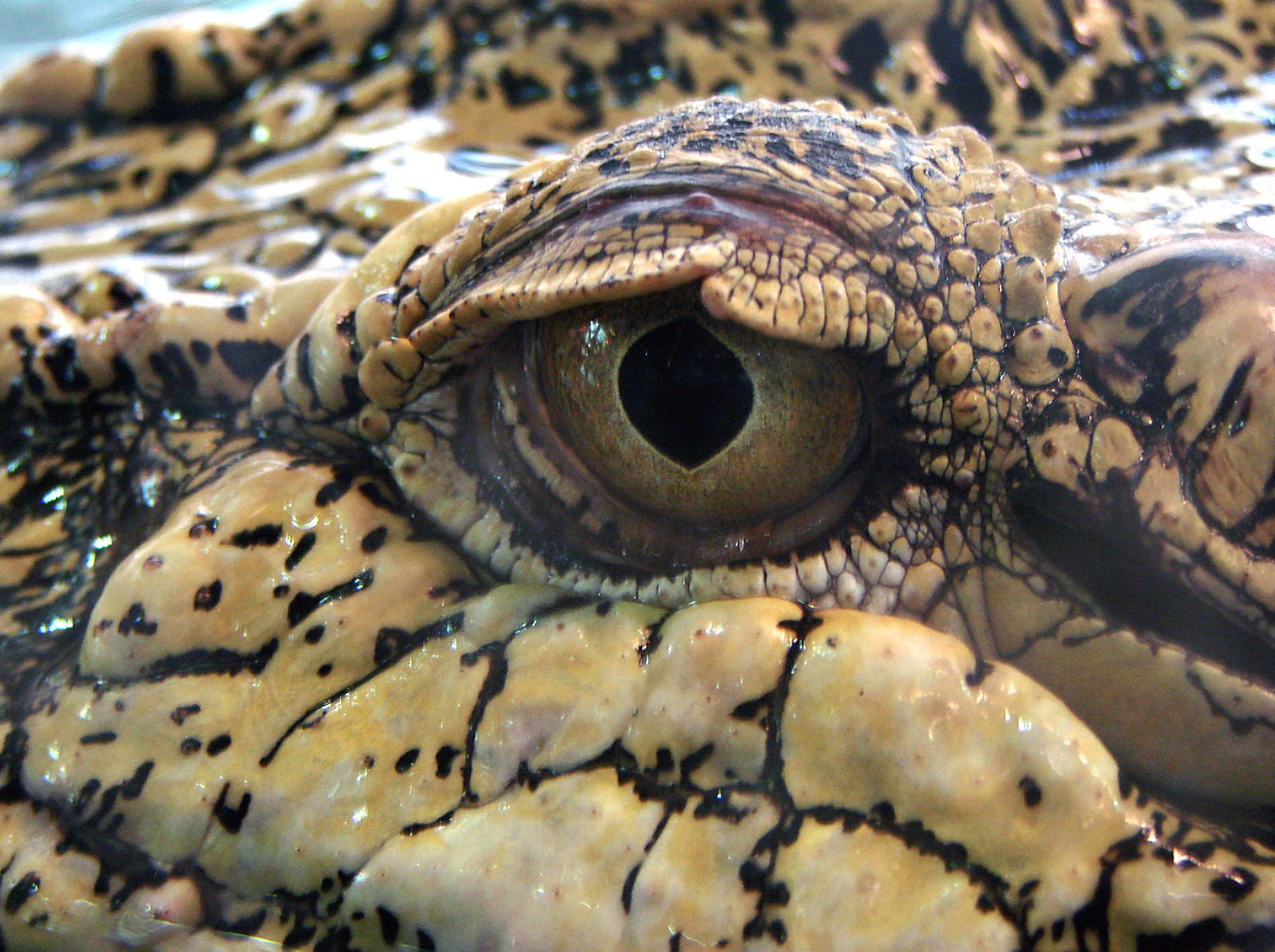
Œil de crocodile
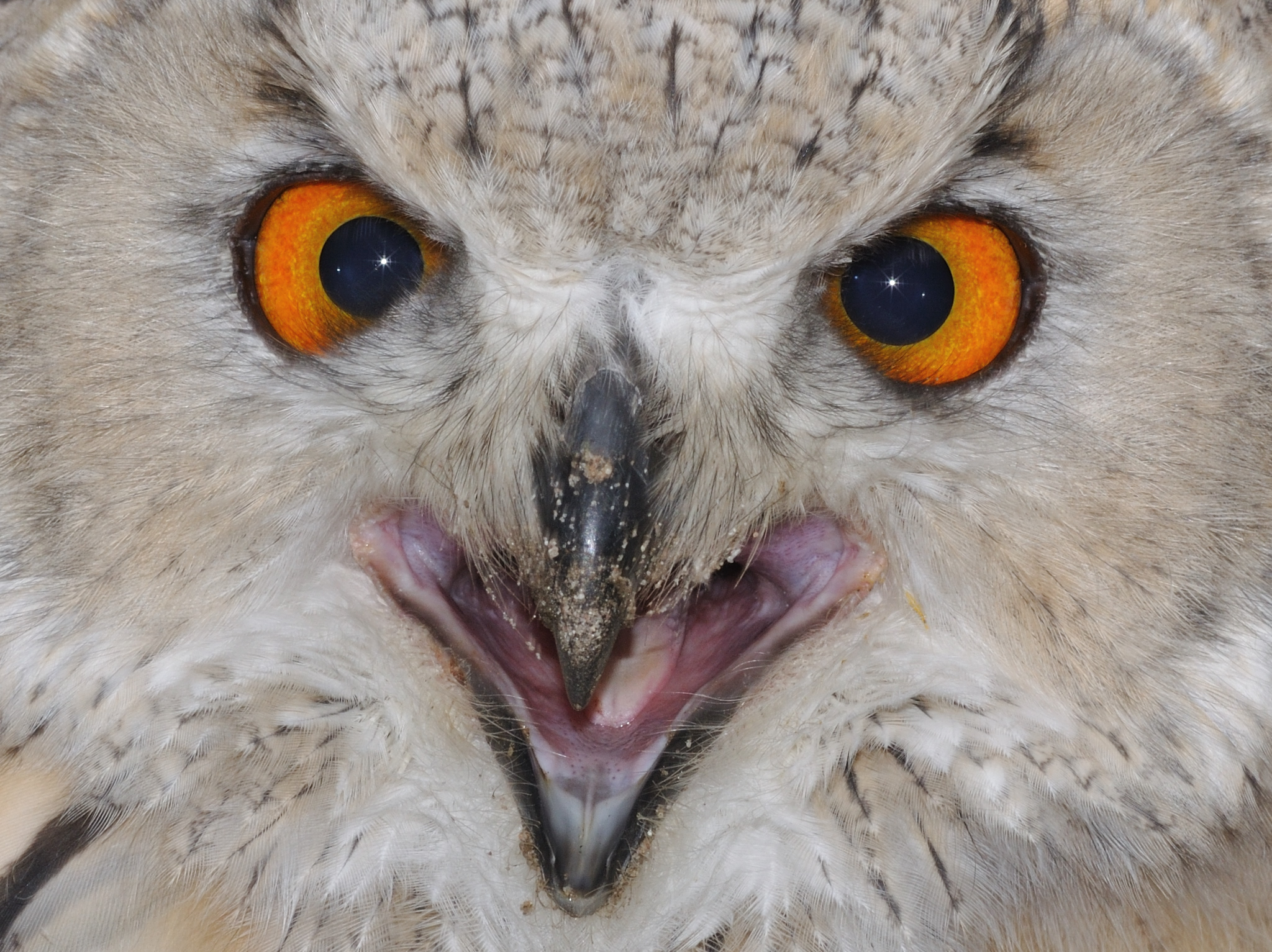
Yeux d'un oiseau (Bubo bubo)
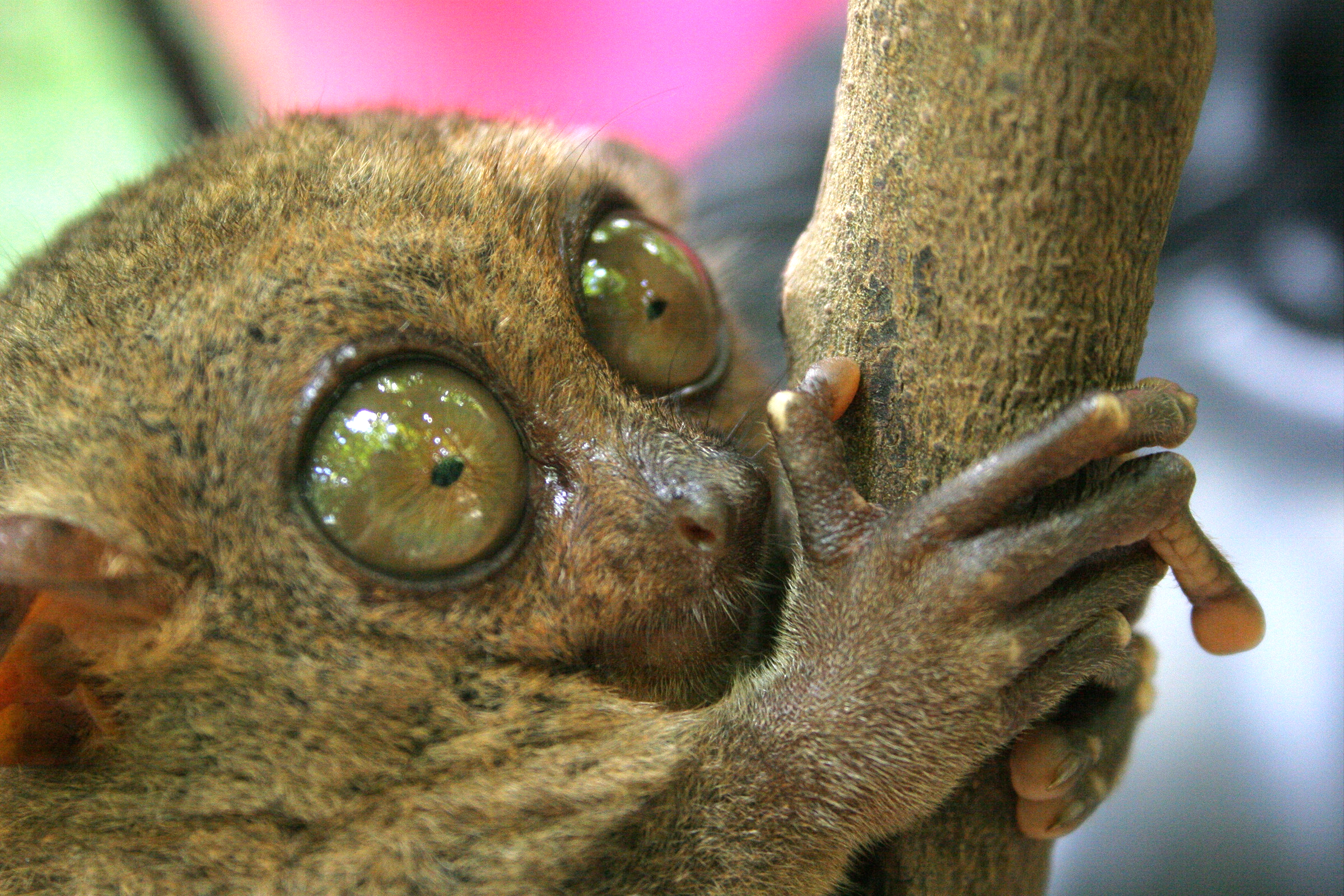
Yeux d'un Tarsier des Philippines (Carlito syrichta)
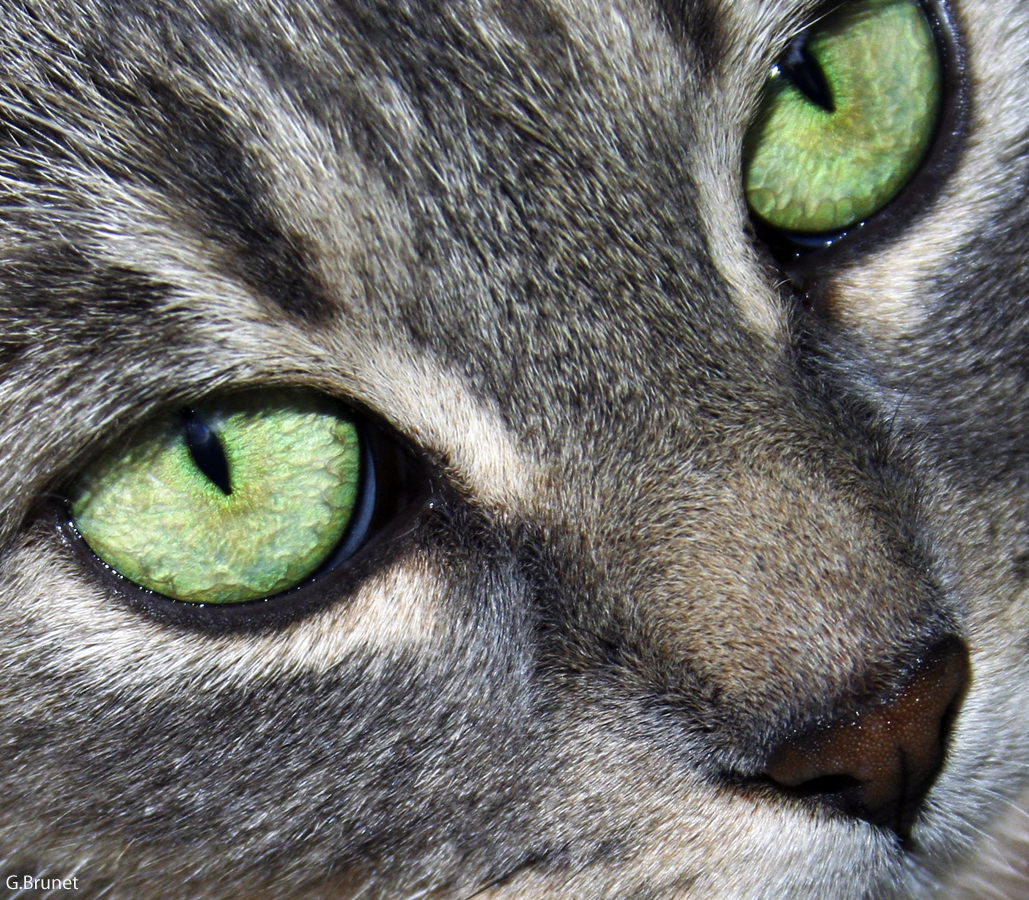
Yeux de chat
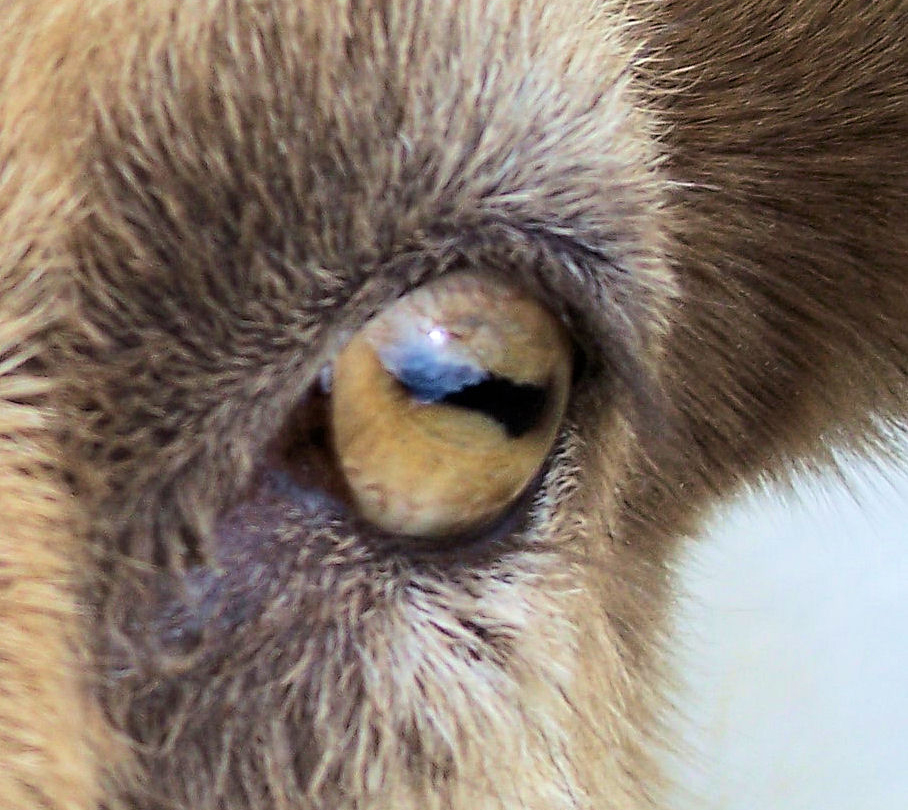
Œil d'une chèvre (Capra aegagrus)
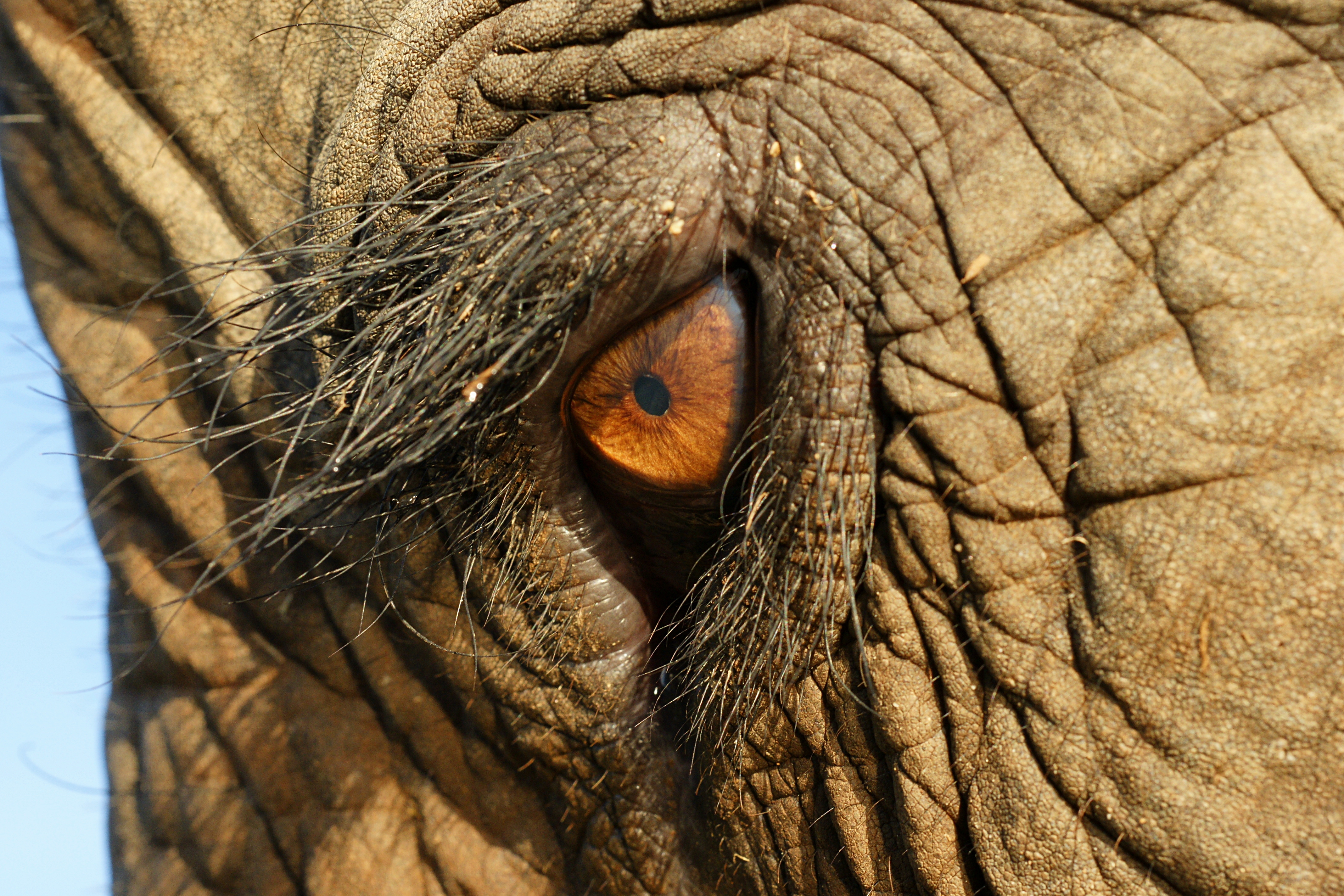
Œil d'un éléphant (Elephas Maximus)

La crevette-mante est réputée pour avoir l'œil le plus complexe du règne animal. Le calmar colossal possède les plus grands yeux au monde avec 27 centimètres de diamètre.

### Détection de la lumière
Chez les animaux, les yeux détectent tous la lumière grâce aux opsines. Cependant, les cellules nerveuses spécialisées dans la sensibilité à la lumière, les cellules photoréceptrices, sont très diverses. On distingue deux grandes catégories de photorécepteurs : les récepteurs rhabdomériques et les récepteurs ciliés.

#### Récepteurs rhabdomériques
Les récepteurs rhabdomériques, ou rhabdomes (plus communément dénommés batonnets), sont des cellules photoréceptrices caractérisées par la présence de microvillosités sur la membrane réceptrice porteuse de molécules d'opsines, permettant l'augmentation de la surface de perception de la lumière. Ces récepteurs sont présents dans l'ensemble du vivant, mais sont trouvés préférentiellement chez les protostomes. Certains de ces récepteurs ont changé de fonction au cours de l'évolution, et ne participent plus au fonctionnement de l'œil, mais peuvent jouer un rôle dans la synchronisation des rythmes circadiens, par exemple.
Lors de l'excitation de l'opsine dans les récepteurs rhabdomériques, la protéine G activée déclenche à son tour l'activation du phosphatidylinositol membranaire, et libère un second messager, l'inositol trisphosphate. L'activation de ce second messager a pour conséquence l'ouverture des canaux sodiques et donc la dépolarisation de la membrane plasmique.

### Formation d'une image
Il existe deux grandes catégories d'yeux dans le monde animal, apparues chacune de nombreuses fois indépendamment au cours de l'évolution. Dans ces deux types, l'image peut être formée soit par ombrage, soit par réfraction, soit par réflexion.

#### Yeux simples ou camérulaires
Les yeux simples ne possèdent qu'une chambre de photorécepteurs souvent remplie d'un liquide (adaptation à l'indice de réfraction du milieu extérieur), et s'opposent en cela aux yeux composés. L'image peut se former par ombrage comme chez le nautile, par réfraction comme chez les vertébrés ou par réflexion comme chez la coquille Saint-Jacques.

Œil en trou d'épingle

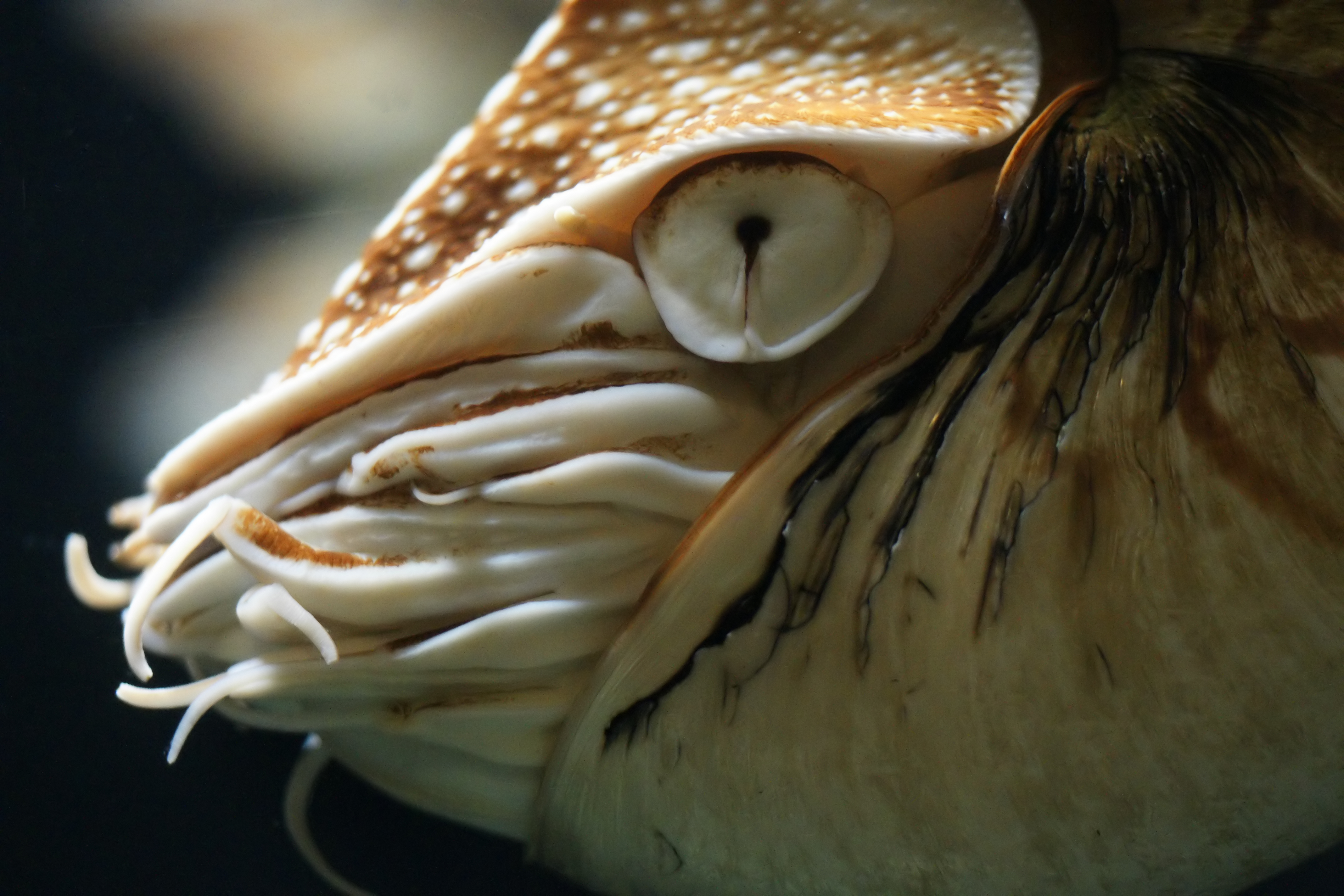
Œil de nautile

Le nautile est le seul exemple d'animal possédant un œil simple fonctionnant par ombrage. Cet œil, fonctionnant alors comme un sténopé, est alors qualifié d'œil en trou d'épingle (pinhole eye en anglais). Il est constitué d'une rétine concave de cellules photoréceptrices entourée par une couche de cellules pigmentées empêchant l'entrée de la lumière sauf au niveau d'un trou de faible diamètre (trou d'épingle) faisant face à la rétine. Ainsi, les rayons provenant d'une même direction n'excitent qu'un faible nombre de photorécepteurs, lesquels sont regroupés sur la rétine. Ce système permet donc d'identifier la direction des rayons lumineux et donc de former une image. Cependant, la seule manière d'augmenter la résolution de l'image dans ce système est de diminuer la taille du trou d'épingle permettant l'entrée de la lumière, et donc de diminuer la quantité de lumière admise, c'est-à-dire la sensibilité de l'œil. La taille de l'ouverture peut varier de 0,4 à 2,8 mm, ce qui permet au nautile de privilégier la sensibilité ou la résolution en fonction des conditions environnementales.

Œil à lentille sphérique

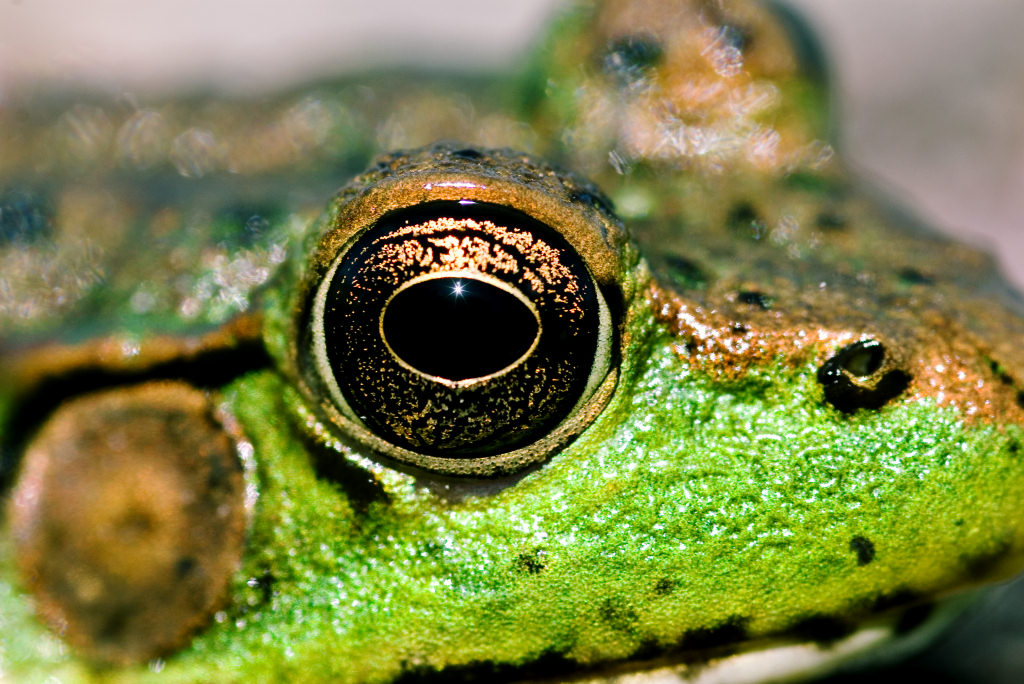
Œil de grenouille

Chez les vertébrés et certains mollusques, l'image est formée par réfraction grâce à la disposition de matériau transparent à indice de réfraction élevé devant la rétine. Cette structure permet de dévier les rayons lumineux et de concentrer tous les rayons provenant d'une même direction sur une zone limitée de la rétine et donc de former une image.
C'est la lentille qui joue le rôle de structure réfractrice chez les poissons et les mollusques. La lentille est généralement sphérique en milieu aquatique. Les lentilles des poissons et des céphalopodes sont caractérisées par un gradient croissant d'indice de réfraction de l'extérieur vers l'intérieur (lentille Mathésienne), ce qui permet une focalisation correcte des rayons lumineux. Cependant, certains gastéropodes et annélides possèdent des lentilles homogènes, et leur vision reste relativement floue. La lentille Mathésienne est apparue indépendamment chez les Vertébrés et les Céphalopodes. Chez les vertébrés terrestres, la lentille a perdu une partie de son pouvoir de réfraction, et la cornée est responsable des 2/3 de la réfraction de la lumière. Certaines larves d'insectes possèdent aussi des yeux simples à réfraction cornéale, comme la larve du coléoptère cicindela.

Œil-miroir

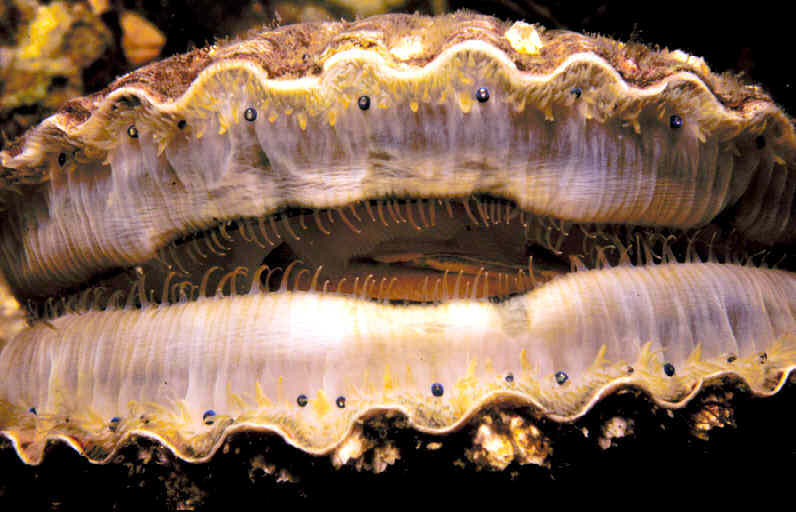
Les nombreux yeux de cette coquille Saint-Jacques entrouverte sont visibles sous la forme de points noirs brillants sur le bord du manteau.

Les yeux de la coquille Saint-Jacques forment une image par réflexion. Une couche réflectrice concave est placée derrière la rétine et joue le rôle de miroir. Les rayons provenant d'une même direction sont ainsi réfléchis différemment selon leur incidence par rapport au miroir et sont concentrés sur un faible nombre de photorécepteurs, permettant la formation d'une image. On trouve aussi des structures photosensibles contenant un miroir chez certains rotifères, plathelminthes et copépodes, mais la taille de ces structures n'est pas suffisante pour permettre la formation d'une image.

#### Yeux composés
Les yeux composés des arthropodes (notamment chez les insectes et les crustacés) sont constitués d'un ensemble de récepteurs (jusqu'à 30 000 chez certains coléoptères) sensibles à la lumière qui sont appelés des ommatidies. On appelle plus vulgairement l'œil composé : œil à facettes. Pour les copépodes il y a, dans la plupart des cas, un œil impair, médian, qui correspond à l'œil de la larve Nauplius. Il est alors couramment appelé œil nauplien.

### Vision nocturne
Certains mammifères comme le chat ou certains rapaces nocturnes sont nyctalopes.

### Vision subaquatique

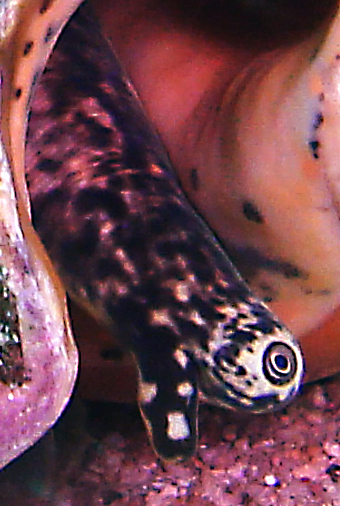
Œil de gastéropode, sur tentacule (Eustrombus gigas)

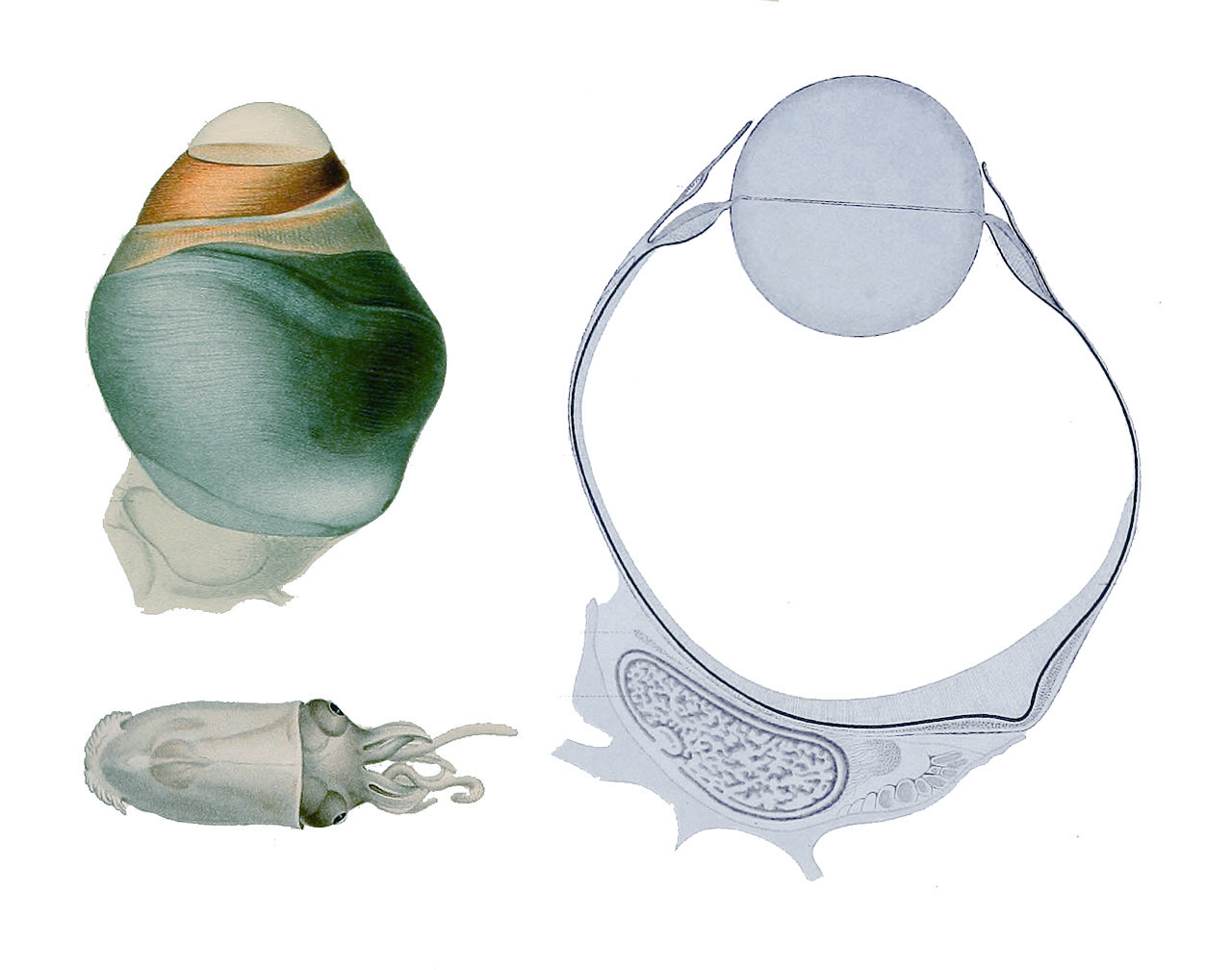
Le calmar possède un cristallin sphérique, mais composé d'un colloïde inhomogène qui corrige l'aberration sphérique de l'image produite

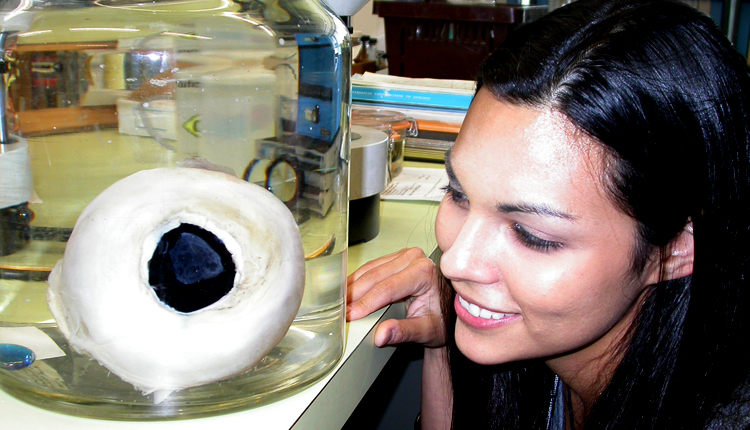
Œil de calmar géant (Smithsonian Institution)

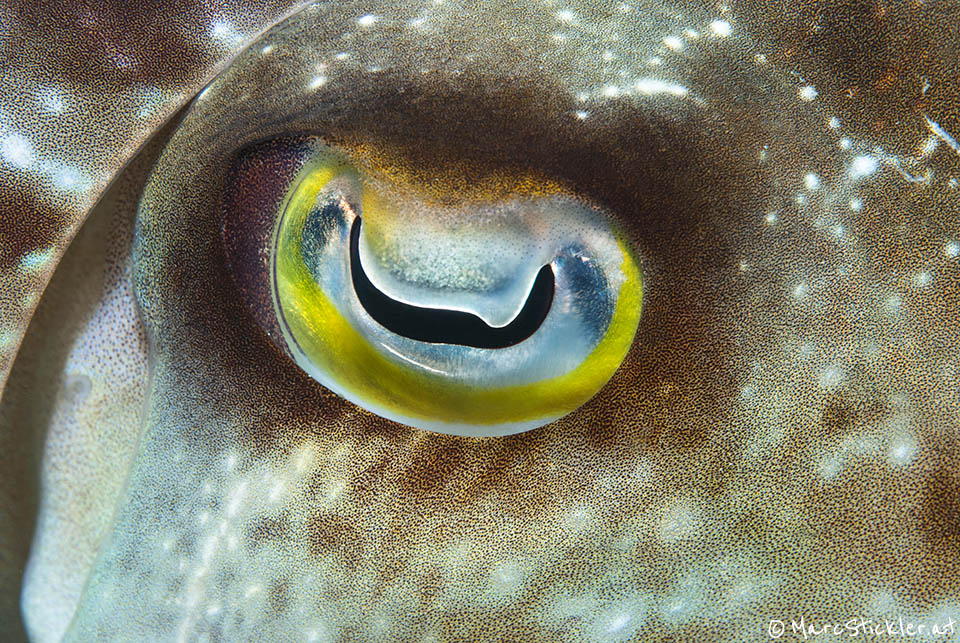
Paupière

Voir sous l'eau est rendu plus difficile. La vision y est confrontée à une moindre luminosité (accrue en profondeur). La turbidité y est fréquente. Dans les turbulences de surface les bulles d'air mouvantes cachent une partie de l'environnement. Enfin les rayons lumineux qui produisent des images sur la rétine sont plus difficiles à concentrer quand la densité de l'eau est presque identique à celle des fluides internes de l’œil. Certains organismes ont une vue rudimentaire (ex : escargots marins), compensée par d'autres sens. D'autres ont des yeux assez rudimentaires mais très orientables et sensibles à la polarisation de la lumière.  Quelques groupes d'animaux marins, grâce à diverses adaptations voient parfaitement sous l'eau (poulpes et calmars par exemple). Ils distinguent de faibles luminosités, la polarisation de la lumière et/ou distinguent des couleurs et des longueurs d'onde invisibles pour l'homme (ultraviolets, vision affinée de la gamme des bleus...). L'œil des animaux effectuant des migrations verticales dans la colonne d'eau doit en outre constamment s'adapter à la pression (qui augmente très vite avec la profondeur). La vitesse (plus de 100 km/h de pointe chez les marlins) est aussi source de pression et de déformation sur la cornée. Certaines espèces semblent pouvoir distinguer une faible bioluminescence qui révèle pour elles la présence de proies, de prédateurs ou de partenaires sexuels.

Bien qu'étant des animaux à sang froid, certains poissons (Marlin, Espadon) ont un organe qui réchauffe leur œil de plusieurs degrés (ainsi que la partie de leur cerveau qui reçoit le nerf optique). 
En dehors du nautile (céphalopode archaïque ayant conservé une coquille), les céphalopodes disposent d'un gros œil et d'un cristallin très efficaces. En outre leur pupille permet une bonne adaptation aux variations d'intensité lumineuse. 
- Le calmar a un cristallin sphérique et remarquable (mesurant jusqu'à 8 voire 9 cm chez le Calmar colossal).
Ce cristallin se déplace et se déforme pour assurer l'accommodation visuelle, s'adapte à de grandes pressions, et grâce à une protéine particulière (dite S-cristalline) est capable de corriger des aberrations sphériques (source de flou de l'image)[5]. 
Une lentille sphérique transparente et homogène ne pourrait pas focaliser correctement un rayon entrant sur un point de la rétine, cela induirait une image diffuse, car la réfraction est plus grande sur ses bords. Mais le calmar dispose d'un cristallin qui corrige ce problème en orientant de manière différentielle chaque rayon lumineux selon son point d'arrivée, grâce à cette protéine qui peut former un colloïde non-homogène mais organisé en un gradient de particules colloïdales à partir du centre[5]. Des chercheurs de l'Université de Pennsylvanie ont montré en 2017 que sa genèse est mieux comprise : les protéines globulaires « S-cristallines » disposent d'une paire de « boucles » moléculaires pouvant plus ou moins se nouer aux boucles d'autres protéines identiques. Lors de l'embryogenèse de l’œil du calmar, les globules de six protéines se lient ensemble pour former un gel translucide qui sera le centre de la lentille[5]. Cette masse va grossir mais au fur et à mesure que ce gel se densifiera par agglomération de grappes de protéines, les particules plus petites auront du mal à se diffuser et la nouvelle couche protéique se formera avec un peu moins de six protéines dans chaque agrégat[5]. In fine cette lentille permettra de focaliser différemment les rayons lumineux selon la région du cristallin qu'ils traversent, pour produire une meilleure image (via une relation parabolique entre le rayon de la lentille et l'indice de réfraction)[5]. 
Par ailleurs quand la lumière augmente, la pupille du calmar protège la rétine en passant de la forme d'un anneau à celle d'un croissant ;
- Les pieuvres n'ont pas de protéines S-cristallines, mais semblent avoir une bonne vision ; leur pupille se contracte en prenant la forme d’un rectangle (comme chez les ovins et caprins) ;
- Le nautile n'a pas de cristallin et donc pas de protéines S-cristallines ; il a probablement une vision floue ;
- La seiche ne voit pas les couleurs[6] mais perçoit la polarisation de la lumière, ce qui améliore sa vision des contrastes. Elle dispose en outre de deux fovéas (zones de concentration de cellules réceptrices sur la rétine) lui permettant de voir respectivement plutôt vers l'avant et plutôt vers l'arrière. La vision est accommodée par déplacement de l'ensemble du cristallin par rapport à la rétine plutôt que par sa déformation comme chez les mammifères. Le nerf optique situé  derrière la rétine fait que la seiche n'a pas de point aveugle comme chez les vertébrés. C'est une paupière en forme de fer à cheval qui protège la rétine d'un éventuel excès de lumière.

### Rayonnements visibles
La bande spectrale visible varie selon les espèces. Ainsi certains mammifères (rats), oiseaux (oiseaux-mouches, hirondelles, pigeons...), arthropodes (langoustes, abeilles...), reptiles (gecko, tortue...) et poissons (truite...) semblent voir les rayons ultraviolets.
Certains serpents « voient » dans l'infrarouge mais grâce à leurs fossettes sensorielles.

### Perception des couleurs
Quelques espèces de mammifères sont  capables de différencier les rayonnements lumineux par classes de longueur d'onde. Dans ce cas, deux types de photorécepteurs sont présents dans la rétine de l'œil. Les  bâtonnets sont responsables de la vision périphérique et de la vision nocturne ; les cônes sont responsables de la vision des couleurs et de la vision diurne. Ils sont de deux à quatre types, selon les espèces, réagissant chacun davantage à une bande spectrale.
Les humains ont normalement trois types de cônes, permettant la vision en couleurs. Les problèmes de vision des couleurs, ou dyschromatopsies, sont souvent regroupés sous le terme de daltonisme. L'absence totale de vision des couleurs est appelée achromatopsie.

### Perception de la polarisation de la lumière
L'homme est sensible à la polarisation de la lumière surtout dans les bleus, mais bien moins que le poulpe ou l'abeille.

### Nombre et position des yeux sur l'animal
Chez les prédateurs comme les chats ou les rapaces, les yeux sont placés l'un à côté de l'autre ce qui permet, en vision binoculaire, de mieux percevoir les distances des proies situées en face d'eux.

Inversement chez les proies comme les lapins ou les souris, les yeux sont généralement placés de part et d'autre de la tête ce qui permet de couvrir un plus grand champ visuel et de mieux détecter la présence d'un danger dans l'environnement. Certaines espèces comme la Bécasse des bois ont une vision à 360° (au détriment de la vision binoculaire).

### Orientabilité de l'œil
Chez certaines espèces l'œil est fixe, mais au cours de l'évolution sont apparus des yeux plus ou moins mobiles, éventuellement indépendamment l'un de l'autre comme chez le caméléon et divers poissons, et parfois au bout d'un pédoncule rigide chez certains crustacés ou souple (chez certains mollusques). 
Des dispositifs robotiques cherchent à adapter aux caméras des capacités de mobilités tels qu'on en trouve dans le système oculaire de certains animaux, avec 3 degrés de mobilité

## Ocelle
Les ocelles sont des yeux simples présents chez certaines espèces.

## Origine et évolution de l'œil

Modèle théorique sur l'évolution de l'œil de vertébrés.

La diversité des organismes et des types de vision est, comme le soulignait déjà Charles Darwin dans L'Origine des espèces, un défi intellectuel pour les partisans de l'évolution. Pour cette raison, l'évolution de l'œil a longtemps été un sujet de controverse entre les partisans de l'évolution et les créationnistes, ces derniers considérant l'œil comme trop parfait pour avoir évolué selon les mécanismes proposés par la théorie de l'évolution[réf. nécessaire].
Il existe de nombreux points communs dans le fonctionnement des yeux des diverses espèces, par exemple dans la manière dont les stimuli visuels sont transmis des récepteurs au système nerveux central. Ces similitudes sont très nombreuses chez les amniotes.
Longtemps il a été considéré que les différentes formes d'yeux s'étaient développées d'une façon indépendante à partir d'espèces d'origines diverses (on parle de développement paraphylétique). Cependant la découverte de l'existence du gène Pax6, largement conservé chez les bilatériens et contrôlant le développement des yeux, a récemment remis en cause cette idée, suggérant une monophylie de l'œil. On considère aujourd'hui qu'un œil primitif composé de quelques cellules s'est développé de manière unique dans le règne animal, et se serait ensuite diversifié au cours du Cambrien pour former au moins 40 fois indépendamment des structures capables de former des images.

## Œil et santé

### Privilège immun de l’œil[10]
Peter Medawar observe, en 1948, que des allogreffes, donc de tissu étranger, dans l’œil de lapins n’entraînent pas de processus de rejet. Il nomme cette particularité « privilège immun ».  La réponse immunitaire y est restreinte car la réaction inflammatoire risque de causer des dommages qui affecteraient la fonction première de l’œil, la qualité de la vision. C’est pour cette raison notamment que les greffes de cornée ont un taux de rejet très faible et une très bonne efficacité comparées aux greffes d'autres organes.